# Strigocuscus
Strigocuscus Gray, 1862 è un genere di marsupiali arboricoli della famiglia dei Falangeridi. Comprende due specie.

## Descrizione
Il cusco nano di Sulawesi (S. celebensis) ha una lunghezza testa-corpo di 29,4-38 cm e una coda di 27-37,3 cm. Il cusco delle Banggai (S. pelengensis) ha una lunghezza testa-corpo di 35-37,5 cm e una coda di 24,5-30 cm; pesa 1070-1150 g. Il primo ha una colorazione uniforme camoscio chiaro, mentre il secondo presenta le regioni superiori di colore variabile dal marroncino al rossastro e quelle inferiori di colore variabile dal marrone chiaro al giallastro.
Pur essendo denominati comunemente «cuschi», i rappresentanti del genere Strigocuscus presentano delle caratteristiche del cranio che li accomunano più alle specie dei genere Trichosurus e Wyulda che a quelle di Phalanger. In Strigocuscus, Trichosurus e Wyulda il muso è relativamente più stretto che in altri Falangeridi, l'osso lacrimale è retratto dal resto della faccia, l'osso ectotimpanico è quasi completamente al di fuori del lato anteriore del processo postglenoide, e il terzo premolare superiore è posto più obliquamente rispetto ai molari di quanto non sia negli altri Falangeridi. Inoltre, Strigocuscus si accomuna a Trichosurus anche per la mancanza di una striscia mediana dorsale e per la presenza di peli su una parte della coda che è generalmente glabra in Phalanger.

## Distribuzione e habitat
Il cusco nano di Sulawesi è presente, oltre che in questa isola, anche nelle isole di Sangihe e Siau, a nord, e Muna, a sud-est. Il cusco delle Banggai è presente unicamente sulle due isole di Peleng e Taliabu, a est di Sulawesi. 

## Biologia
Le specie di Strigocuscus hanno abitudini perlopiù arboricole e talvolta sono presenti anche in foreste secondarie e giardini. Alcuni esemplari sono stati scorti mentre dormivano tra le foglie delle palme da cocco. Il cusco nano di Sulawesi è un animale notturno e frugivoro che generalmente vive in coppia. Il cusco delle Banggai evidentemente si riproduce durante tutto l'arco dell'anno e quasi sempre alleva un unico piccolo.

## Conservazione
Entrambe le specie sono tuttora abbastanza numerose, seppur cacciate per la loro carne, ma la IUCN classifica S. celebensis tra le specie vulnerabili (Vulnerable).

## Tassonomia
Il genere Strigocuscus comprende due specie:
- Strigocuscus celebensis (Gray, 1858) - cusco nano di Sulawesi;
- Strigocuscus pelengensis (Tate, 1945) - cusco delle Banggai.

Fino a non molto tempo fa queste specie venivano classificate nel genere Phalanger.